# Jenny Beavan
Jenny Beavan (Londres, Anglaterra, 1950) és una dissenyadora de vestuari anglesa. Ha guanyat l'Oscar i n'ha estat nominada nou vegades més, recentment per la pel·lícula Mad Max: Fury Road. Beavan ha rebut també una nominació al Premi Tony per Millor Disseny de Vestuari per l'obta Private Lives.

## Carrera
Jenny Beavan és coneguda pel seu treball en les pel·lícules de Merchant Ivory. Als anys 70, va treballar en el disseny d'escenaris en produccions teatrals de Londres. Va entrar en el món del cinema després d'obtenir una feina no remunerada en el disseny de vestits d'una petita pel·lícula de Merchant Ivory, Hullabaloo Over Georgie and Bonnie's Pictures. Així va començar la seva llarga relació amb Merchant Ivory i les seves produccions.
Freqüentment ha treballat amb John Bright, amo de l'empresa de lloguer de vestuari Cosprop, ho acredita haver-la educat quan estava començant la seva carrera. Ella deia que l'havia ajudat "simplement escoltant-lo i aprenent d'ell, aprenent la història i la política de vestir". Des de llavors, han treballat junts en més de deu pel·lícules i han compartit sis nominacions a l'Oscar.

## Vida personal
El pare de Beavan era un violoncelista, i la seva mare una violinista. Els valora haver-li inculcat una forta ètica del treball. Té una germana i una filla, Caitlin, un productora de teatre nascuda el 1985. Van treballar juntes en la producció de teatre Third Finger Left Hand de Trafalgar Studios al teatre West End el 2013.
És llicenciada a la Central School of Art and Design de Londres.

## Nominacions als Oscars
Els Oscars han reconegut el treball de disseny de vestuari de Beavan fins a nou vegades, i en una ocasió li han atorgat el premi, per la pel·lícula Una habitació amb vista:
- 1984 - The Bostonians - Compartit amb John Bright. Perdut en favor d'Amadeus.
- 1986 - Una habitació amb vista - Compartit amb John Bright. Guanyat
- 1987 - Maurice - Compartit amb John Bright. perdut en favor de The Last Emperor.
- 1992 - Retorn a Howards End - Compartit amb John Bright. Perdut en favor de Dràcula de Bram Stoker.
- 1993 - El que queda del dia - Compartit amb John Bright. Perdut en favor de L'edat de la innocència.
- 1995 - Senstit i sensibilitat - Compartit amb John Bright. Perdut en favor de Restoration.
- 1999 - Anna and the King - Perdut en favor de Topsy Turvy.
- 2001 - Gosford Park - Perdut en favor de Moulin Rouge!.
- 2010: El discurs del rei - Perdut en favor de Alice in Wonderland.
- 2015 - Mad Max: Fury Road[6]

## Filmografia
- Mad Max: Fury Road (2015)
- Sherlock Holmes: A Game of Shadows (2011)
- El discurs del rei (2010)
- Sherlock Holmes (2009)
- Resistència (2008)
- Amazing Grace (2006)
- La dàlia negra (2006)
- Alexandre (2004)
- Gosford Park (2001)
- Anna and the King (1999)
- Ever After: A Cinderella Story (1997)
- Jane Eyre (1996)
- Jefferson in Paris (1995)
- Sentit i sensibilitat (1995)
- Black Beauty (1994)
- El que queda del dia (1993)
- Swing Kids (1993)
- Retorn a Howards End (1992)
- Impromptu (1991)
- White Fang (1991)
- The Deceivers (1988)
- Maurice (1987)
- Una habitació amb vista (1986)
- The Bostonians (1984)
- The Europeans (1979)